# Lada Elf
LADA Elf (ВАЗ-1152 «Эльф») — российский концепт-кар электромобиля, созданного на базе микролитражного автомобиля ВАЗ-1151 «Гном», предполагался как его пляжно-городская модификация.
Экспериментальная двухместная модель была разработана в 1996 году, электропривод для неё использовался от «Оки-Электро».
Источниками питания являлись никель-кадмиевые аккумуляторные батареи НКП-120 общим весом 315 кг.
Запас хода при скорости 40 км/ч составлял около 110 км, максимальная скорость 90 км/ч.
«Эльф» участвовал в международных соревнованиях — ралли электромобилей в 1992 году в Монте-Карло, где занял второе место среди электромобилей-прототипов.

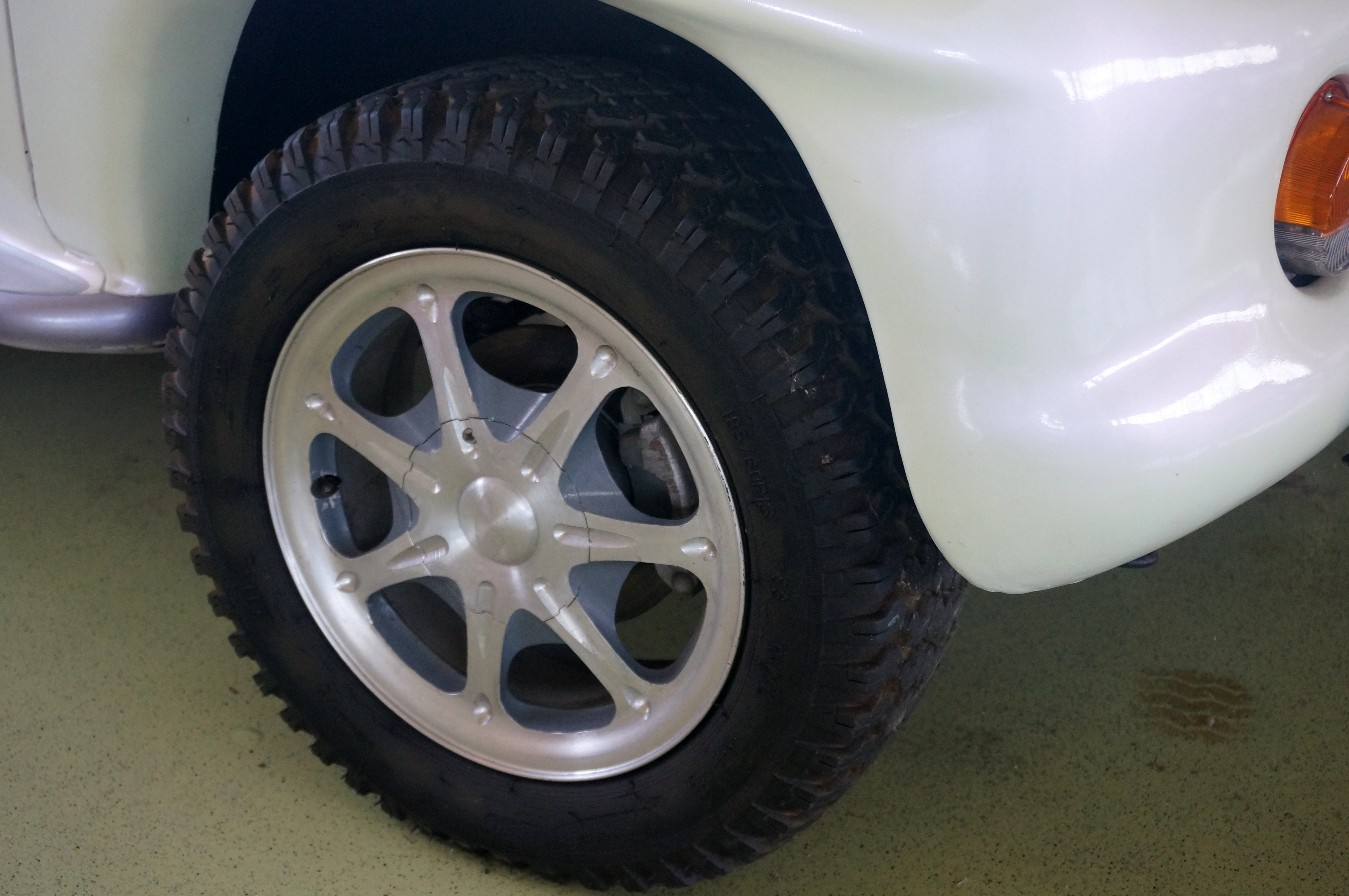
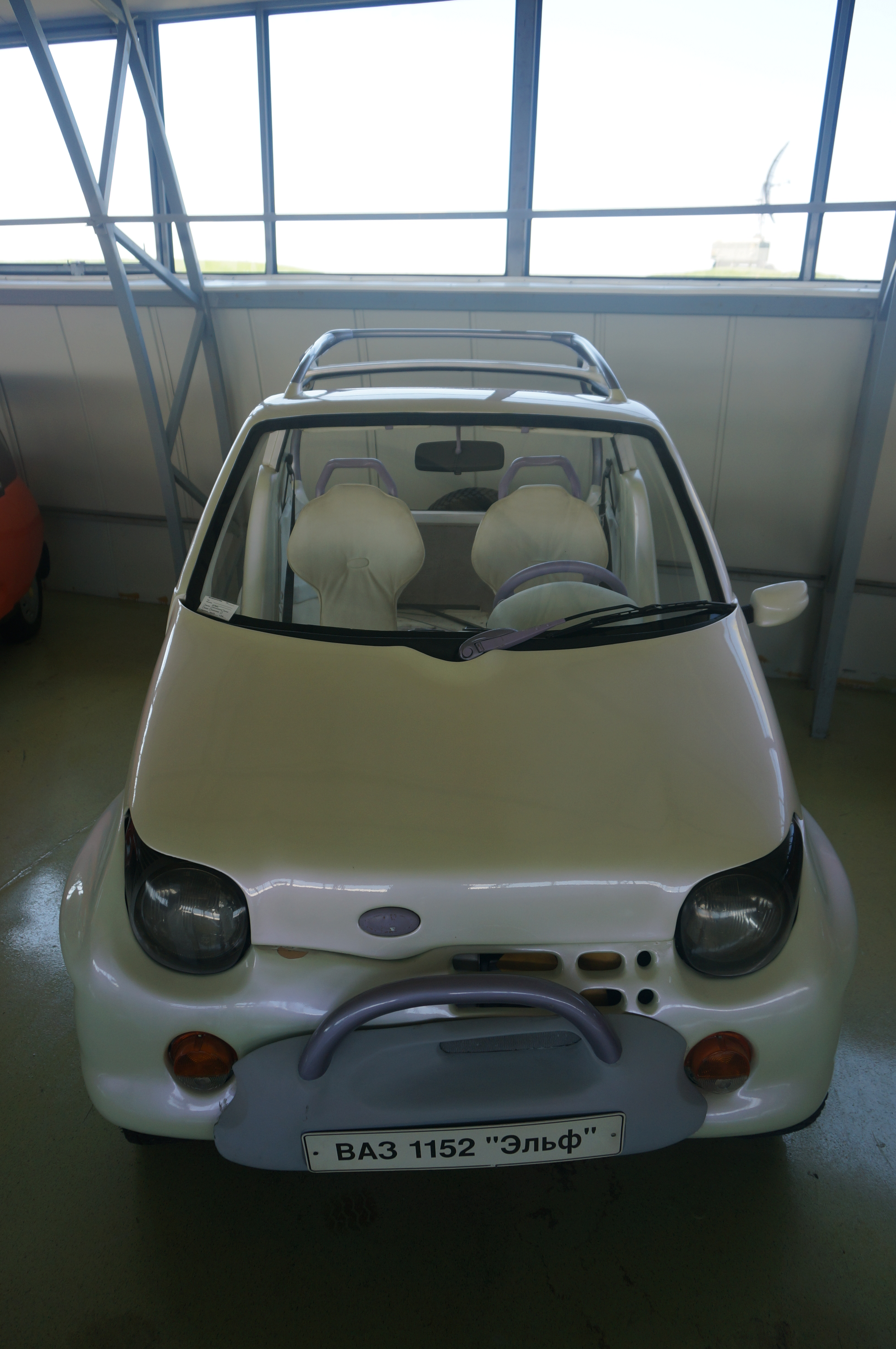
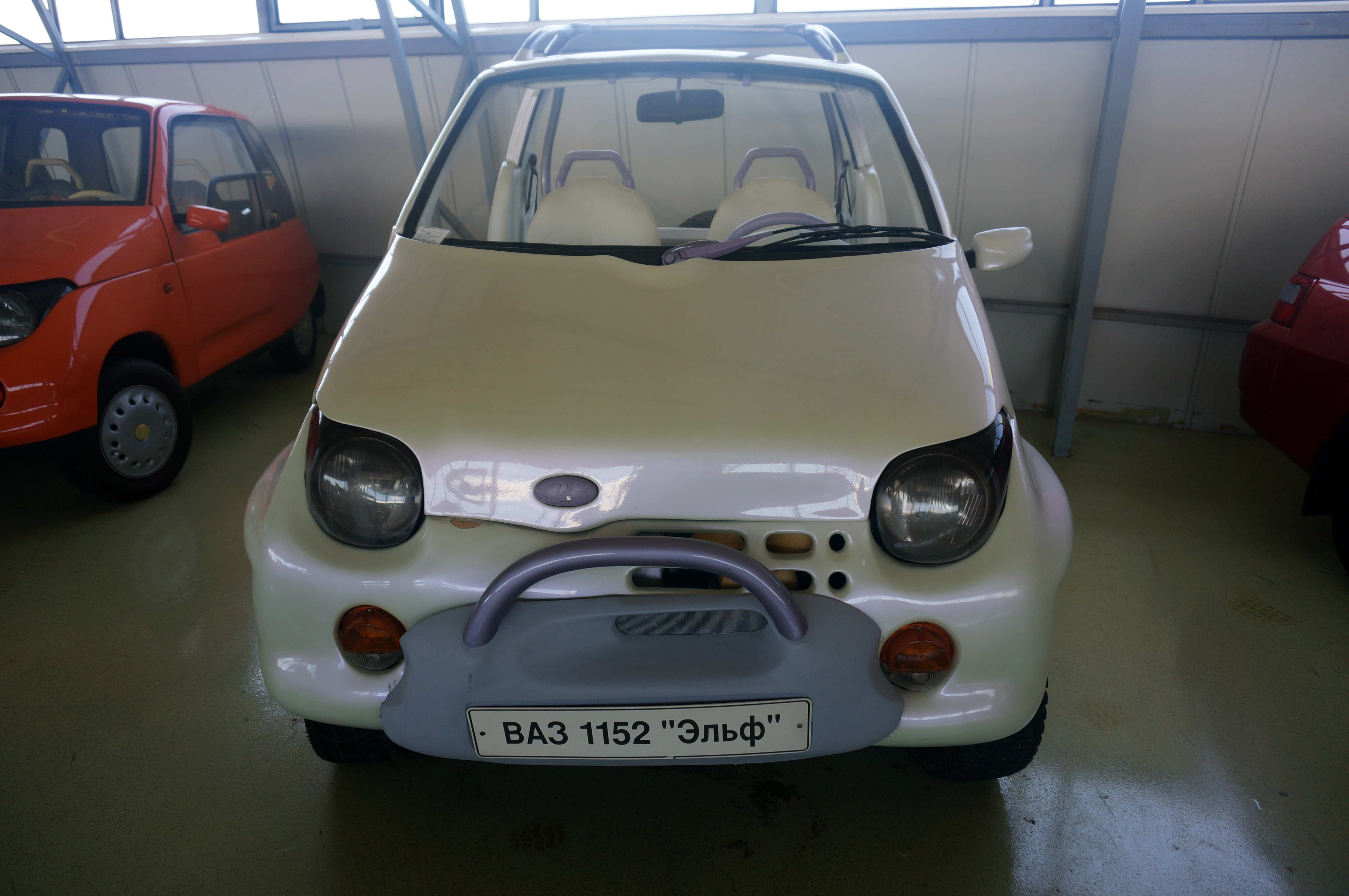